# Miklós Vida
Miklós Vida (* 24. Januar 1927 in Diósberény, Bezirk Simontornya, Komitat Tolna; † 13. Dezember 2005 in Budapest) war ein ungarischer Politiker der Ungarischen Sozialistischen Arbeiterpartei MSZMP (Magyar Szocialista Munkáspárt), der unter anderem zwischen von 1975 bis 1989 Mitglied des kollektiven Staatspräsidiums (Népköztársaság Elnöki Tanácsa) sowie von 1985 bis 1989 Vizepräsident des Ungarischen Parlaments (Országgyűlés) war.

## Leben
Vida absolvierte nach dem Schulbesuch ein Maschinenbaustudium an der Technischen Universität Budapest BME (Budapesti Műszaki Egyetem) und schloss dieses mit einem Diplom ab. Danach begann er 1950 seine berufliche Laufbahn als Ingenieur sowie danach als Oberingenieur bei der Maschinenfabrik der Staatsbahnen MÁVAG (Magyar Királyi Államvasutak Gépgyára). Am 17. Mai 1953 wurde er zum Abgeordneten in das Ungarische Parlament (Országgyűlés) gewählt, dem er bis 22. März 1989 angehörte.
1959 wurde Vida Technischer Direktor der Budapester Gaswerke (Fővárosi Gázművek) und bekleidete diese Funktion bis zu seinem Eintritt in den Ruhestand 1987. Daneben absolvierte er ein Studium an der Marxismus-Leninismus-Abenduniversität (Marxizmus-Leninizmus Esti Egyetem) und war zeitweilig als Honorarprofessor tätig. Des Weiteren gehörte er von 1975 bis 1989 dem kollektiven Staatspräsidium (Népköztársaság Elnöki Tanácsa) als Mitglied an. Zuletzt war er ferner zwischen dem 8. Juni 1985 und dem 22. März 1989 Vizepräsident des Parlaments.